# Сущность Испании

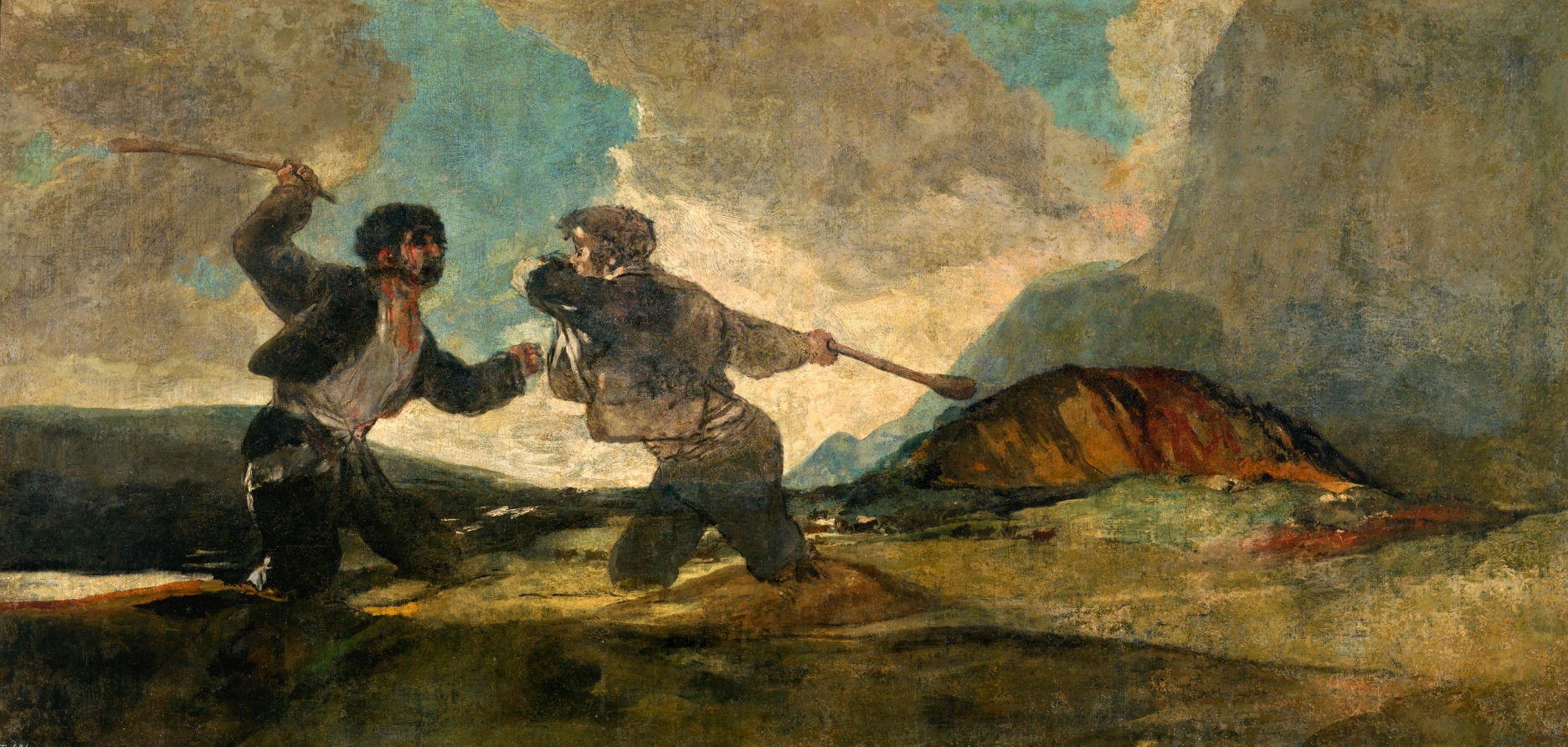
«Поединок на дубинах», картина Ф. Гойи, в аллегорической форме иллюстрирующая проблему «Двух Испаний».

«Сущность Испании» (исп. Ser de España) или «Проблема Испании» (исп. Problema de España) — закрепившийся в испанской литературе термин, обозначающий интеллектуальную дискуссию об испанской национальной идентичности, которая началась в конце XIX века, охватила широкий круг испанских мыслителей (включая эмигрантов в 1940—1970-е годы) и продолжается по настоящее время. Дискуссия предвосхитила глубокий национальный раскол, кульминацией которого стала Гражданская война в Испании.
Причиной данной дискуссии послужили не только глубокие социальные перемены, но и рост регионального сепаратизма (каталанского, баскского, галисийского), что входило в диссонанс с интеграционными тенденциями в других европейских странах того же времени — Германии, Италии, Франции.
Крупными участниками дискуссии были Хосе Ортега-и-Гасет, Клаудио Санчес-Альборнос, Америко Кастро и ряд других.
Важность идеи постоянного противоборства между «двумя Испаниями» (патриархальной и либеральной), которую впервые выдвинул Хаиме Лусиано Бальмес, заключалась в том, что она стала основой для создания идеологами Испанской фаланги доктрины национал-католицизма (идея мононационального католического испанского государства для сохранения традиционного испанского патриархального уклада). Франсиско Франко до самой своей смерти настаивал на неизбежности разделения испанской нации, Испании победителей и побежденных в Гражданской войне, добра и зла, христианства и коммунизма, цивилизации и варварства. 